# Trachelas gigapophysis
Espèce
Trachelas gigapophysis est une espèce d'araignées aranéomorphes de la famille des Trachelidae.

## Distribution
Cette espèce est endémique de Chine. Elle se rencontre au Sichuan et au Guizhou.

## Description
Les mâles mesurent de 2,74 à 3,17 mm.

## Publication originale
- Jin, Yin & Zhang, 2017 : Four new species of the genus Trachelas L. Koch, 1872 and the first record of T. vulcani Simon, 1896 from south-west China (Araneae: Trachelidae). Zootaxa, no 4324(1), p. 23-49.